# Ahn Jung-hyo
Ahn Jung-hyo (ur. 2 grudnia 1941 w Seulu, zm. 1 lipca 2023) – południowokoreański powieściopisarz i tłumacz.
W roku 1965 ukończył anglistykę na uniwersytecie Sogang w Seulu. Jeszcze w czasie studiów pracował jako dziennikarz w anglojęzycznym dzienniku The Korea Herald, a w latach 70. jako jeden z naczelnych redaktorów dziennika Korea Times. Brał także udział w tworzeniu haseł o Korei Encyklopedii Britannica, które powstawały w latach 1971-1974.
Pierwszym tłumaczeniem Ahn Jung-hyo na koreański była powieść Sto lat samotności Gabriela Garcii Márqueza. Powieść została wydana w Korei w 1975 roku. Od tamtej pory do końca lat 80. Ahn Jung-hyo przetłumaczył na język koreański łącznie ponad 150 powieści i innych form literackich.
Jako pisarz Ahn Jung-hyo debiutował w 1975 roku powieścią Of War and the Metropolis, znanej także jako White War (kor. 하얀전쟁). Została ona wówczas chłodno przyjęta przez krytyków. Opowiadała o losach autora w czasie służby w południowokoreańskiej armii. Jako żołnierz Ahn Jung-hyo służył między innymi w Wietnamie. Przetłumaczył własną powieść na angielski i opublikował w Stanach Zjednoczonych, gdzie ukazała się w 1989 roku nakładem wydawnictwa Soho Publishing pod tytułem Biała odznaka (ang. The White Badge). W 1992 powieść została zekranizowana pod tym samym tytułem przez Chung Ji-younga. Zdjęcia do filmu kręcono w Wietnamie. Po ekranizacji, w 1993 książkę ponownie wydano w Korei, gdzie tym razem spotkała się z o wiele cieplejszym przyjęciem, niż 11 lat wcześniej.
W 1992 roku Ahn otrzymał nagrodę literacką im. Kim Yoo-jung. Jego powieści były tłumaczone na angielski, niemiecki, japoński i duński, Biała wojna także na wietnamski, a powieść Srebrny ogier (kor. 은마는 오지 않는다) aktualnie jest tłumaczona również na język polski.

## Powieści
- Biała wojna (ang. White War, kor. 하얀전쟁) (1985/1993)
- Ludzie wiosennego morza (ang. Autumn Sea People, kor. 가을바다 사람들) (1993)
- Kalssam (kor. 갈쌈) (1987)
- Życie dziecka z Hollywood (ang. The Life of the Hollywood Kid, kor. 헐리우드키드의 생애) (1992)